# Controlador de disc

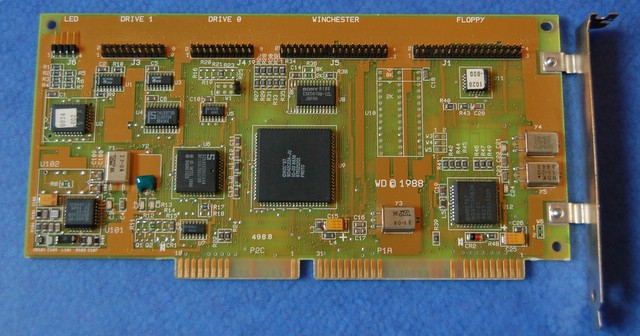
Controlador de disc MFM ISA de 16 bits.

El controlador de disc, interfície de disc o targeta controladora de disc és el circuit que permet que la UCP es comuniqui amb el disc dur, unitat de disquet o altres tipus d'unitat de disc.
Els primers controladors de disc van ser identificats pels seus mètodes d'emmagatzematge i codificació de dades. Eren implementats típicament a través d'una placa controladora separada. Els controladors MFM eren el tipus més comú en microordinadors, usats tant per a unitats de disquet com per a discos durs. Els controladors RLL usaven compressió de dades per a augmentar la capacitat d'emmagatzematge a prop de 50%. Un controlador produït per la «Shugart Associates», el SASI, va precedir l'estàndard SCSI.
Els controladors de disc moderns són integrats a les noves unitats. Per exemple, unitats anomenats «discos SCSI» tenen controladors SCSI incrustats. En el passat, abans que la major part de les funcionalitats dels controladors SCSI van ser implementats en un únic xip, controladors SCSI separats feien la interfície entre els discos i el bus SCSI.
En els dies d'avui, els tipus més comuns de controladors de disc per a ús domèstic són ATA (IDE) i Serial ATA. Discos d'alta capacitat usen SCSI, Fibre Channel o Serial Attached SCSI.